# Elizza La Porta
Elizza La Porta, gebürtig Eliza Streinu (* 1. März 1902 in Craiova, Rumänien; † 15. November 1997 in Los Angeles, Kalifornien, Vereinigte Staaten), war eine beim deutschen Film aktive Schauspielerin.

## Leben und Wirken
Die gebürtige Eliza Streinu erhielt in Rumänien eine vierjährige Schauspiel- und Gesangsausbildung. Erste Filme drehte sie dort unter der Regie ihres Ehemanns. Anschließend verpflichtete sie eine niederländische Filmproduktionsfirma nach Amsterdam. Ein Jahr darauf ließ sie sich in Berlin nieder und gab in Martin Bergers Die Schmiede ihren Einstand beim deutschen Film. Abgesehen von einigen Statistenrollen blieb Elizza La Porta zunächst weitgehend unbeschäftigt. Über den Aufnahmeleiter und Schauspieler Max Maximilian erhielt La Porta 1926 ihre erste bedeutende Rolle: In Henrik Galeens Neuverfilmung Der Student von Prag spielte sie an der Seite von Conrad Veidt die Lyduschka. In den verbleibenden vier Stummfilm-Jahren sah man Elizza La Porta mit Hauptrollen in einer Fülle von wenig bedeutenden Kinofilmen, sowohl Lustspiele als auch Dramen und Melodramen.
Im Tonfilm erhielt die Rumänin keine Rollen mehr angeboten. Am 1. März 1933 heiratete sie den jüdischen Kaufmann Siegfried Pinkus und wurde von den Nazis vom Filmgeschäft ausgeschlossen. Die Chance, 1937 eine Rolle an der Seite von dem mit ihr befreundeten Heinz Rühmann in dem Lustspiel Der Mustergatte zu ergattern, zerschlug sich. Daraufhin entschloss sich das Ehepaar Pinkus zur Emigration in die USA. Im Oktober 1940 erreichten beide New York City, wo sie sich zunächst niederließen. Anschließend übersiedelten Eliza und Siegfried Pinkus, seit 1946 US-amerikanische Staatsbürger, nach Los Angeles. Vor die Kamera kehrte Elizza La Porta, trotz der Nähe zu Hollywood, nicht mehr zurück.

## Filmografie
- 1924: Die Schmiede
- 1926: Der Student von Prag
- 1927: Die Sporck’schen Jäger
- 1927: Das Recht zu leben
- 1927: Laster der Menschheit
- 1927: Der Herr der Nacht
- 1927: Die Frauengasse von Algier
- 1927: Das Spielzeug schöner Frauen
- 1927: Der Kampf des Donald Westhof
- 1927: Leichte Kavallerie
- 1927: Mit gift jaeger
- 1928: Die Hölle der Jungfrauen
- 1928: Schenk mir das Leben
- 1928: Casanovas Erbe
- 1928: Robert und Bertram
- 1928: Anastasia, die falsche Zarentochter
- 1929: Das Recht der Ungeborenen
- 1929: Engel im Séparée
- 1930: Fundvogel
- 1930: Großstadtpiraten